# Анодування

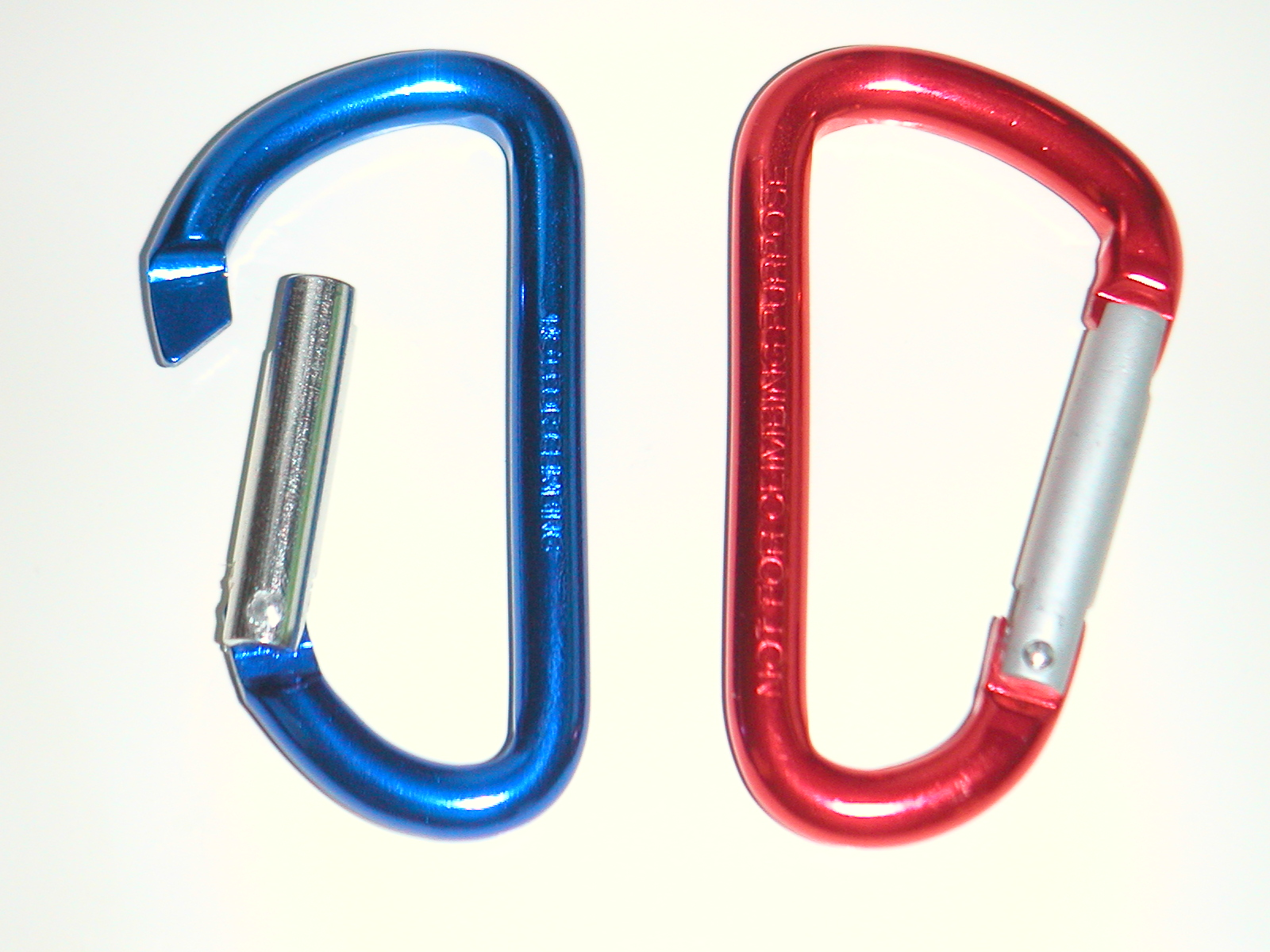
Карабіни, поверхневий шар, яких отриманий методом анодного оксидування

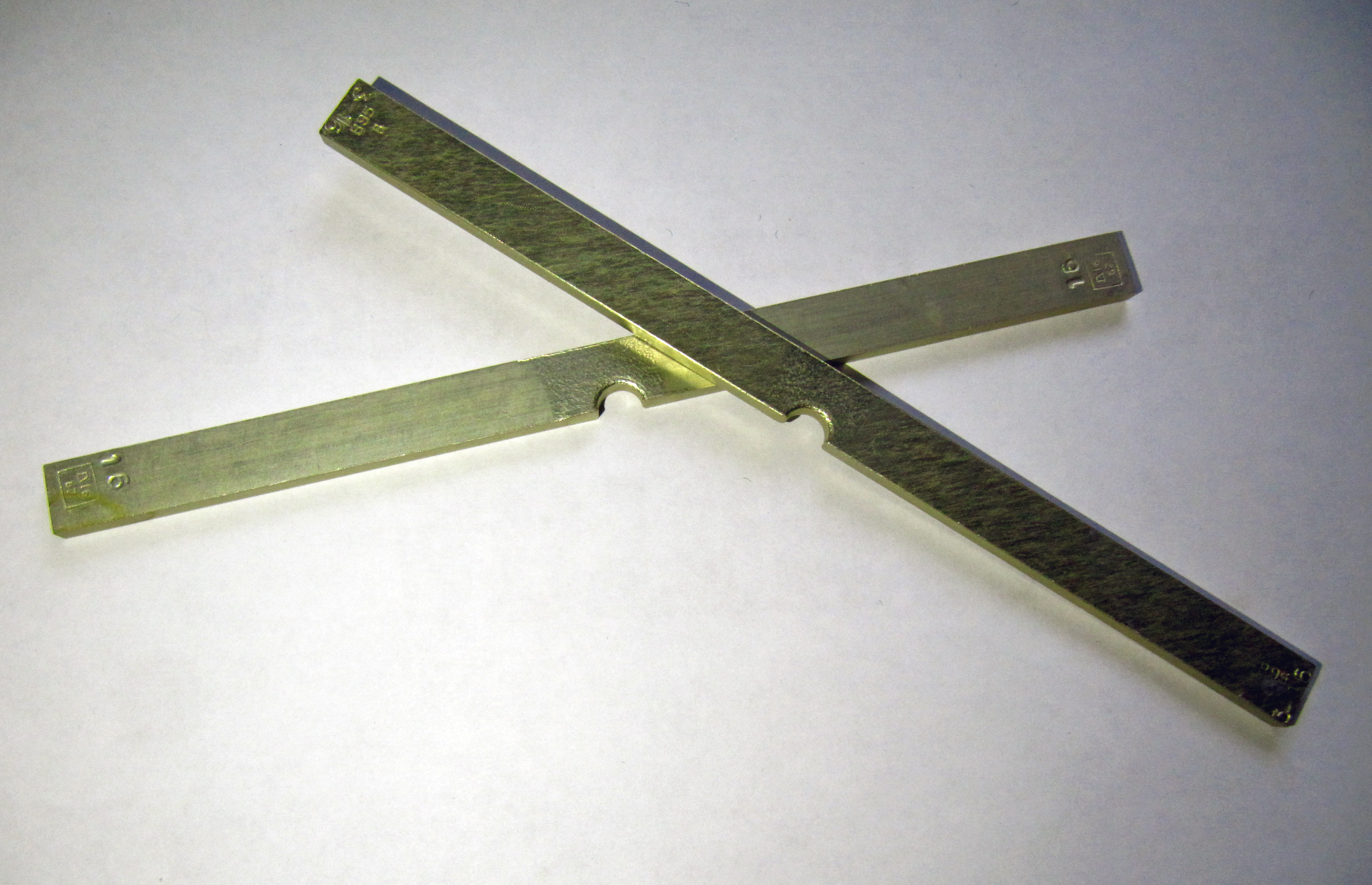
Тестові зразки для перевірки або демонстрації механічних властивостей матеріалів. Авіаційний алюміній Д-16 та В95. Покриття - Ан.Окс.

Анодува́ння (анодне окиснення, анодне оксидування) — процес електролітичного окиснення, при якому поверхневий шар металу, наприклад алюмінію, магнію, цинку та сплавів на їх основі, перетворюється в покриття (оксидну плівку) з захисними, декоративними чи функційними властивостями. Метал для анодування в електролізері виступає анодом.
Утворена анодна оксидна плівка (завтовшки 1…200 мкм) захищає метал від корозії, має електроізоляційні властивості, покращує зовнішній вигляд виробу, корозійну стійкість, стійкість до стирання, поверхневу твердість тощо. Метод застосовується у машинобудуванні (для захисту виробів від корозії), приладобудуванні (для декоративного оздоблення і захисту приладів від механічного та хімічного впливу), у туристичному спорядженні, у виробництві деталей літаків, радіоапаратури тощо.

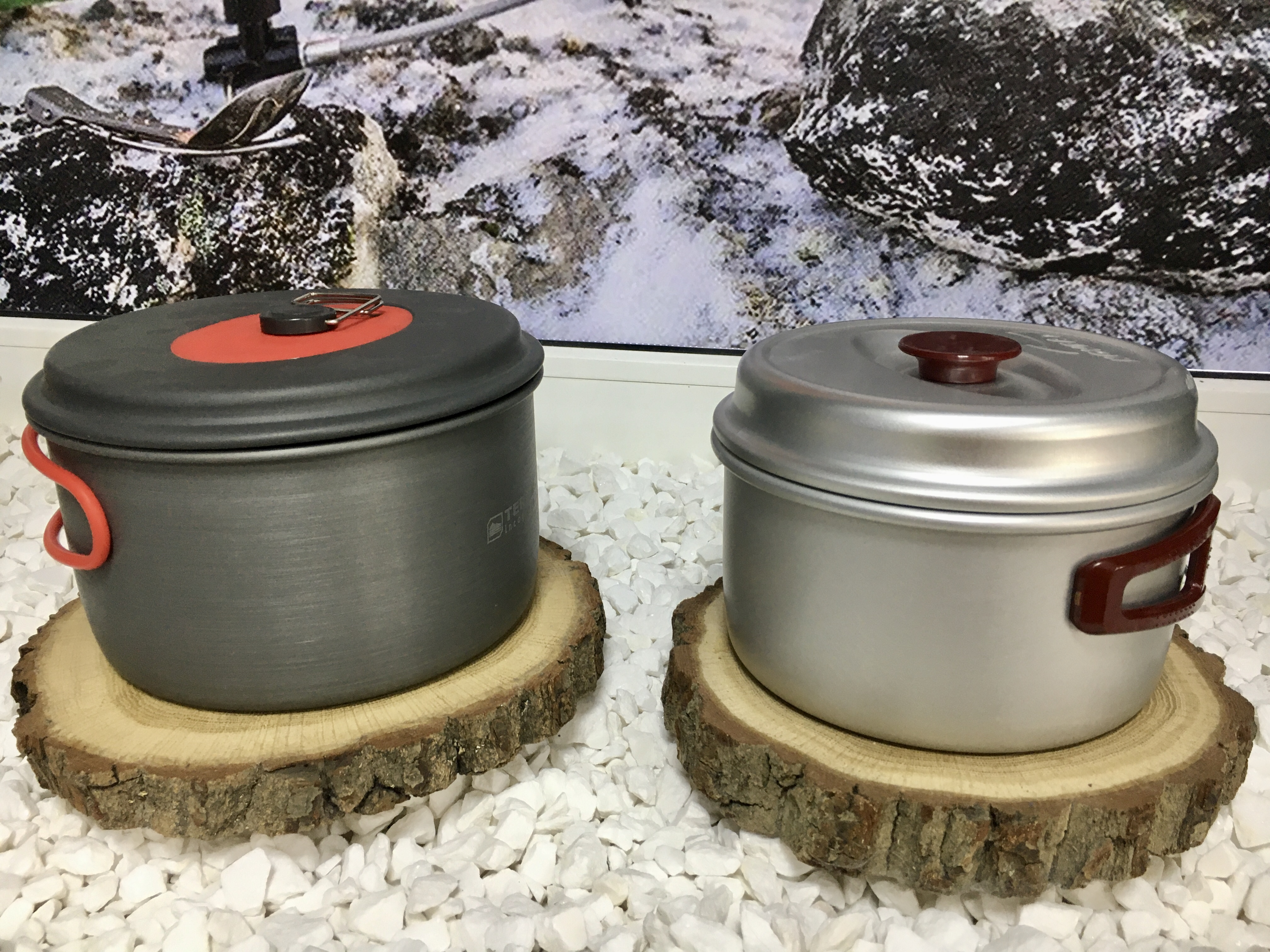
Казанок з анодованого і звичайного алюмінію